# Tamil Ílam Felszabadító Tigrisei

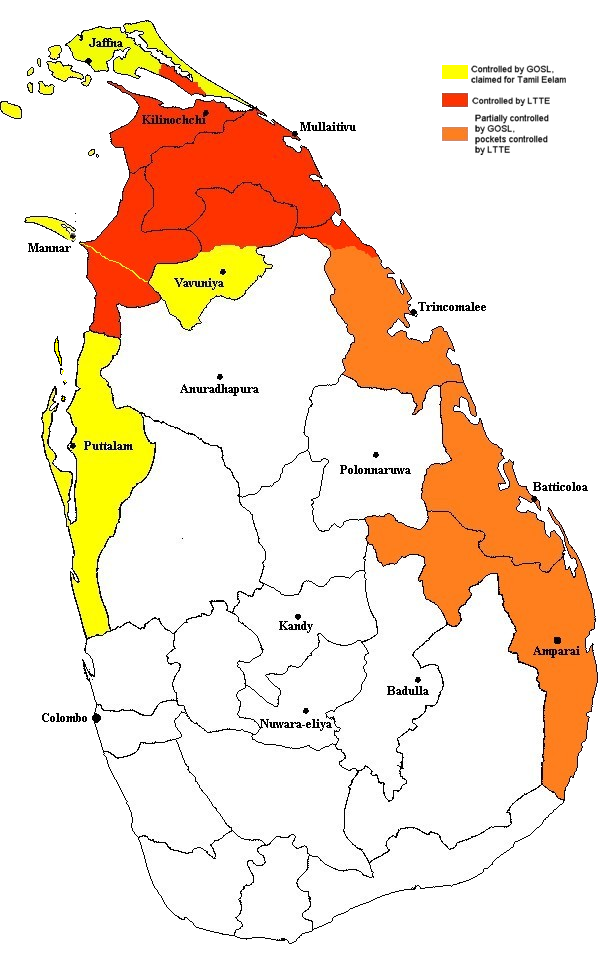
Srí Lanka területei, melyet a Tamil Ílam számára megszerzett az LTTE, 2005 decemberéig: piros területek az LTTE irányítása alatt; narancssárga területek részben az LTTE, részben a Srí Lanka-i kormány irányítása alatt; a sárga területeket meghódították, de nem irányították

Tamil Ílam Felszabadító Tigrisei (tamil: தமிழீழ விடுதலைப் புலிகள் Tamiḻīḻa viṭutalaip pulikaḷ, szingaléz: දෙමළ ඊළාම් විමුක්ති කොටි Dhemala Ílam vimukthi Koti, közismert angol nevén Liberation Tigers of Tamil Eelam, LTTE vagy Tamil Tigrisek)  Srí Lanka északi részén 1976 május 5-e és 2009 május 18-a között működő militáns terrorista szervezet. 1976 májusában alakult Velupillai Prabhakaran vezetésével, aki szeparatista, nacionalista felkelést vívott  annak érdekében,  hogy a tamil népesség számára  független államot (Tamil Ílam) hozzon létre  Srí Lanka északi és keleti részén. Ez a mozgalom vezetett az 1983–2009-ig tartó Srí Lanka-i polgárháborúhoz, amikor az LTTE vereséget szenvedett a Srí Lanka-i hadseregtől  Mahinda Rádzsapaksza elnöksége alatt.
Nacionalista alapokon nyugvó nemzeti önrendelkezés hívószavával,  katonai győzelmeknek és  politikájuknak köszönhetően  az LTTE a tamil közösség nagy részének támogatását bírta.  A jaffnai Egyetemi tanárok az Emberi Jogokért  szerint „...a belső terror és  nacionalista ideológia sikeres kombinációjának köszönhetően az LTTE a végletekig megosztotta a közösséget, egyúttal megfosztotta őket a tiltakozás békés eszközeitől, és attól,  hogy mint közösség kiértékelje és értelmezze a saját helyzetét.  Ez azt a látszatot keltette, hogy az egész társadalom a lázadók mögött áll.”

## Jellemzői
Az  LTTE fő erejét  fejlett katonai szervezetének köszönhette, és annak, hogy  számos, nagy horderejű gyilkos támadást hajtott végre több magas rangú Srí Lanka-i és indiai politikus ellen.  Az LTTE volt az egyetlen militáns csoport, aki sikeres merényletet hajtott végre két ország vezető politikusa ellen, az egyik a  korábbi indiai miniszterelnök Radzsiv Gandhi (1991) a másik a Srí Lanka-i elnök Ranaszinghe Premadásza (1993).
Az LTTE fejlesztette ki először azokat az öveket amelyeket a mai napig az öngyilkos  merényleteknél használnak,  elsőként alkalmaztak  női elkövetőket az öngyilkos merényleteik során. Ez volt az első fegyveres csoport, amelyik légierővel rendelkezett, miután megszerzett néhány  könnyű légi járművet.
Jelenleg tiltott terroristaszervezetként tartják nyilván 32 országban, köztük az Egyesült Államokban, az Európai Unióban és Indiában, de  a tamilok támogatják  az indiai Tamilnádu államban.
A szervezet élén Velupillai Prabhakaran állt a kezdetektől egészen 2009-ben bekövetkezett haláláig.
Az LTTE eredetének hátterében  a Srí Lanka-i történelmi etnikumok közötti feszültségek,  a többségi szingaléz és a kisebbségi tamil népcsoportok közötti  történelmi egyenlőtlenségek állnak. A Srí Lanka-i kormányok már a gyarmati időkben megpróbálták orvosolni az aránytalanságokat a tamil kisebbség megkülönböztető támogatásával, ám ez hosszú távon kirekesztő nemzetiségi politikához vezetett és lehetőséget adott néhány tamil vezető szeparatista ideológiájának érvényre jutására.  Az 1970-es években, a  kezdetben erőszakmentes politikai küzdelem a független, egységes etnikai tamil állam létrehozásért az LTTE irányításával  erőszakos szeparatista felkeléshez vezetett.

## Megszűnése
Az LTTE és a Srí Lanka-i hadsereg közötti  intenzív, sorozatos katonai összecsapások során gyakran cserélt gazdát Srí Lanka északi, északkeleti  része. A konfliktus alatt mintegy négy sikertelen fordulóban történtek béketárgyalások a Sri Lanka-i kormány kezdeményezésére. Hatalma csúcsán 2000-ben, az LTTE Srí Lanka északi és keleti tartományainak 76%-át tartotta ellenőrzése alatt.
2002-ben, a béketárgyalások utolsó fordulójának kezdetén, az LTTE 15 000 km2 területet tartottak ellenőrzésük alatt. Miután a békefolyamat 2006-ban megszakadt, a Srí Lanka-i hadsereg elindított egy nagyszabású offenzívát az LTTE ellen, ezzel gyakorlatilag felszámolta a lázadókat. A kormányerők végül az egész országot ellenőrzésük alatt tudhatták. Az LTTE feletti győzelmet a Srí Lanka-i elnök, Mahinda Rádzsapaksza 2009 május 16-án jelentette be, május 17-én a lázadók elismerték vereségüket.
Prabhakarant a kormányzati erők 2009 május 19-én ölték meg. Szelvarásza Pathmanathan követte Prabhakarant az LTTE élén, de 2009 augusztusában, őt is letartóztatták Malajziában és átadták a Srí Lanka-i kormánynak.

## Fordítás
- Ez a szócikk részben vagy egészben  a   Liberation Tigers of Tamil Eelam című angol Wikipédia-szócikk ezen változatának fordításán alapul.  Az eredeti cikk szerkesztőit annak laptörténete sorolja fel. Ez a jelzés csupán a megfogalmazás eredetét és a szerzői jogokat jelzi, nem szolgál a cikkben szereplő információk forrásmegjelöléseként.